# Karl Adolf von Carlowitz
Karl Adolf von Carlowitz, auch Carl Adolph von Carlowitz (* 19. März 1853 in Liebstadt; † 2. August 1928 in Großhartmannsdorf), war ein sächsischer Politiker und Rittergutsbesitzer.

## Leben
Er stammte aus der Adelsfamilie von Carlowitz und war der Sohn von Georg Carl von Carlowitz. Von diesem übernahm er nach dessen Tod 1860 das Rittergut Großhartmannsdorf als Fideikommiss und wurde Abgeordneter in der I. Kammer des Sächsischen Landtags, dem er von 1901 bis zu dessen Auflösung 1918 angehörte. Er lebte auf Schloss Kuckuckstein, wo er auch geboren wurde. Der preußische Generalleutnant Carl Adolf von Carlowitz gehört zu seinen direkten Vorfahren.